# كال كليمنس
كال كليمنس (بالإنجليزية: Cal Clemens)‏ هو لاعب كرة قدم أمريكية أمريكي، ولد في 7 يوليو 1909 في أوكلاهوما سيتي في الولايات المتحدة، وتوفي في 1966.

## روابط خارجية
- كال كليمنس على موقع مرجع كرة القدم المحترفة.كوم (الإنجليزية)